# Estella
Coordonate: 42° 40' 8" N, 2° 1' 50" W
Estella este un oraș din provincia Navarra, Spania

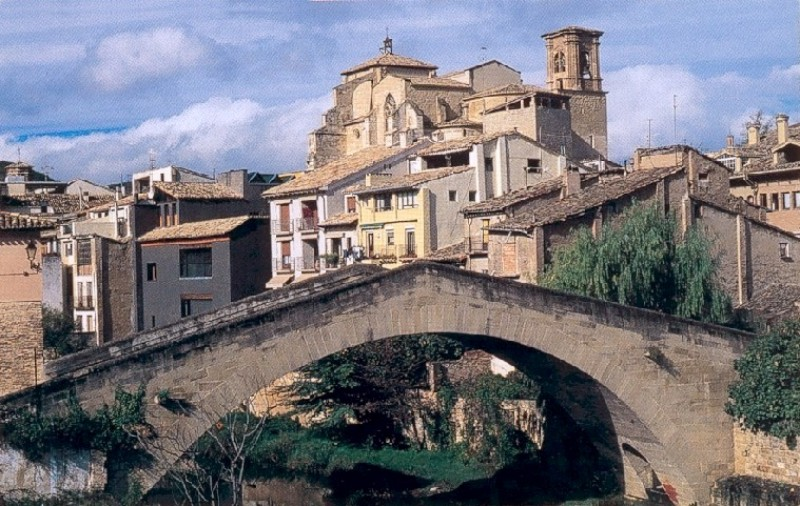

1. ↑  Nomenclátor Geográfico de Municipios y Entidades de Población (20240402 edition)